# TikTok Awards 2022 (Brasil)
La 2ª edición de los TikTok Awards se realizó el 12 de diciembre de 2022 en Vibra São Paulo, en São Paulo, Brasil. La entrega de premios fue transmitida en vivo por el perfil de TikTok Brasil y fue entregada por Sabrina Sato, Pedro Sampaio y Raphael Vicente. La ceremonia premió a los creadores de contenido en la plataforma. Los nominados fueron revelados el 21 de noviembre de 2022.

## Ganadores y nominados
Los nominados fueron revelados el 21 de noviembre de 2022. Ana Castela y Anitta fueron las artistas con más nominaciones, con dos. Los ganadores aparecen primero y resaltados en negrita.
|  | Indica el ganador dentro de cada categoría. |

| Entregou Tudo na For You | Video do Ano |
| --- | --- |
| - Ramón Vitor (@ramonvitor) - María Clara García (@claragnds) - Junior Caldeirão (@juniorcaldeiraoo) - María Lucía (@marialuciap29) - Mori Mura (@morimura) | - Julián (@Julián) - Edy Silva (@edysilva114oficial) - Larissa Gloor (@larissagloor) - Vanessa Lopes (@vanessalopesr) - Joao Ferdnan (@joaoferdnan)                                          |
| Um Hit é um Hit | #AprendaNoTikTok |
| - " Bailarín " – Pedro Sampaio y MC Pedrinho - "Pipoco" – Ana Castela, Melody y DJ Chris en Beat - " Participar " – Anitta - "Desenrola Bate Joga de Ladin" - L7nnon, Os Hawaianos y DJ Bel da CDD (con DJ Biel do Furduncinho) - "Bandido" – Zé Felipe y MC Mari | - Francisco Rabello (@doutorfran) - Biomesquita (@biomesquita) - Cauwave (@cauwave) - Fayda Belo (@faydabelo) - Maestra Elza (@maestraelza)                                                  |
| Entretê de Milhões | Isso aqui é a Elite! |
| - Azucena Guirra (@sucss.s) - Marcela Montellato (@mamontellato) - Nina Baiocchi (@ninabaiocchi) - Reeh Augusto (@reeh__augusto) - Rafael César (@eurafacesar) | - Gabriela Gagliassi (@gabigagliassi) - Braune (@brauneoficial) - Kaike (@kaike) - mike on (@mikeon7) - Ygor (@ygoreu)                                                                       |
| Zerou o Game | Não Nasci, Estreei |
| - Sr. Leoncio (@senhorleoncio) - artioli (@artioli04) - Ithuriana (@ithuriana) - Ruyzo (@ruyzo) - Thamas Morelli (@thamasmorelli) | - Ana Castela (@anacastelacantora) - Ariah (@ariahmusic) - Cauê Gantus (@bateristadotiktok) - Joven Dionisio (@jovemdionisio) - Natu (@rap_natu)                                             |
| Artista TikTok | Credo, Que Delícia! |
| - Anitta - Ananda - gloria surco - Gustavo Mioto - Ludmila | - Pablo Figueiredo (@pablofigueiredoc) - Bianca Amor de Casinha (@bianca_amordecasinha) - Chef Otto (@cheffotto) - Las delicias de Eleni (@deliciasdaeleni) - Rangotapronto (@rangotapronto) |
| Arrume-se Comigo | Surra de Beleza |
| - Lele Burnier (@leleburnier) - Amanda (@amandapieroni) - Gustavo Foganoli (@foganoli) - Malu Borges (@maluborgesm) - Mirella Qualha (@iamirellaa) | - Lore Souza (@euloresouza) - Adán (@adammitch.real) - Andy Rodrigues (@andyrodriguesmakeup) - Renata Santti (@renatasantti) - Vaneza (@calanguda)                                           |
| Quem sabe faz na Live | Musa das Trends |
| - Dulce Mila (@dulcemilab) - Ana Laura (@analauraoficiall) - David Coelho (@davidcoelhomusica) - Leo Asmr (@leohasmr) - Nathalia Piemont (@nathaliapiemont) | - Gkay |